# Юревич, Владимир Николаевич
Влади́мир Никола́евич Юре́вич (15 февраля 1869, Петербург — 20 ноября 1907, Киев) — русский шахматист и литератор. Редактор шахматного отдела петербургской газеты «Новости» (1889—1904), затем журнала «Живописное обозрение». В конце 1880 годов успешно играл в турнирах петербургского общества любителей шахматной игры. Участник 3-го Всероссийского турнира (1903) — 3 место (выиграл партию у победителя турнира М. Чигорина). В период Революции 1905—1907 вёл активную революционную пропаганду. Был приговорён к тюремному заключению, умер в тюрьме.